# 華盛頓鎮區 (新澤西州沃倫縣)
華盛頓鎮區（英語：Washington Township）是位於美國新澤西州沃倫縣的一個鎮區。

## 地方資料
華盛頓鎮區的面積為5.10平方千米，當中陸地面積為5.09平方千米，而水域面積為0.01平方千米。根據2020年美國人口普查的數據，當地共有人口6492人，而人口密度為每平方千米1,272.94人。